# نعمة الله يولداشيف
نعمة الله يولداشيف أو نجمت الله يولداشيف أو نيغماتولا يولداشيف (بالأوزبكية: Nig‘matilla  Yo‘ldoshev)‏‎ هو رئيس مجلس الشيوخ في أوزبكستان والقائم بأعمال منصب الرئيس بعد وفاة الرئيس إسلام كريموف في 2 سبتمبر 2016 حتى 8 سبتمبر 2016.
ولد في 5 نوفمبر 1962، وهو محام وسياسي، وقد شغل سابقا منصب وزير العدل.